# Spoorlijn Ehrang - Igel (grens)
De spoorlijn Ehrang - Igel, ook wel Trierer Weststrecke genoemd, is een Duitse spoorlijn. De lijn is onder nummer 3140 onder beheer van DB Netze, en vormt een verbinding voor goederenvervoer van Trier-Ehrang via de Moezelbrug bij Karthaus en Igel (grens) naar Luxemburg aan de westzijde van de Moezel.

## Geschiedenis
Het traject werd in de periode tussen 1860 en 1871 voor goederenvervoer gebouwd.

## Treindiensten
De Chemins de fer Luxemburg verzorgt het personenvervoer op dit traject tussen Luxemburg en Trier Hbf met RE en RB treinen. De RE treindiensten zijn per 14 december 2014 verlengd naar Koblenz.
| Serie        | Treinsoort             | Route                                                                                     | Bijzonderheden                        |
| ------------ | ---------------------- | ----------------------------------------------------------------------------------------- | ------------------------------------- |
| RE 5100RE 11 | Regional-Express (CFL) | Luxemburg – Wasserbillig – Igel – Trier Hbf – Wittlich Hbf – Cochem (Mosel) – Koblenz Hbf |                                       |
| RB 5150      | Regionalbahn (CFL)     | Luxemburg – Wasserbillig – Trier Hbf                                                      | Op werkdagen, enkele treinen per dag. |

## Aansluitingen
In de volgende plaatsen is of was er een aansluiting op de volgende spoorlijnen:
Ehrang
DB 2631, spoorlijn tussen Kalscheuren en Ehrang
DB 3010, spoorlijn tussen Koblenz en Perl
DB 3141, spoorlijn tussen Ehrang en Biewer
DB 3142, spoorlijn tussen Ehrang en de aansluiting W204
DB 3143, spoorlijn tussen Ehrang en Quint Hütte
DB 3144, spoorlijn tussen Ehrang W2 en Ehrang W10
DB 3145, spoorlijn tussen Ehrang W51 en Ehrang W311
DB 3146, spoorlijn tussen Ehrang W298 en Ehrang W202
DB 3147,  spoorlijn tussen Ehrang W198 en Ehrang W102
DB 3148, spoorlijn tussen Ehrang en Trierer Hafen
Biewer
DB 3141, spoorlijn tussen Ehrang en Biewer
aansluiting Karthaus Nordost
DB 3122, spoorlijn tussen de aansluiting Karthaus Nordost W190 en de aansluiting Karthaus West W172
aansluiting Karthaus Nordwest
DB 3121, spoorlijn tussen de aansluiting Karthaus Nordwest W199 en de aansluiting Karthaus Moselbrücke W195
Igel
DB 3124 , spoorlijn tussen Granahoehe en Igel
aansluiting Igel West
DB 3104, spoorlijn tussen Bitburg-Erdorf en Igel
Igel grens
CFL lijn 3, spoorlijn tussen Luxemburg en Wasserbillig

## Elektrische tractie
Het traject is geëlektrificeerd met een wisselspanning van 15.000 volt 16⅔ Hz.
Het traject tussen Igel en Wasserbillig bevindt zich een spanningssluis ter scheiding van de beide spanningssoorten. Op dit deel is geen bovenleiding aanwezig. Op dit traject kunnen uitsluitend elektrische locomotieven/treinstellen rijden die beide spanningen aan kunnen.

## Galerij

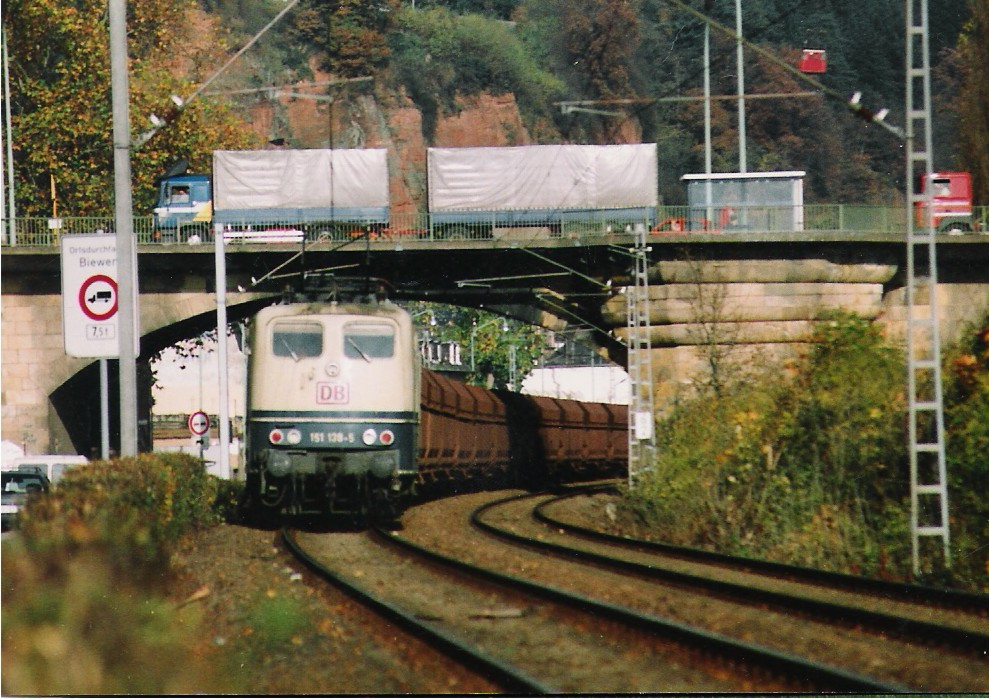
trein met erts in Trier-Pallien onderweg naar Dillingen (Saar)
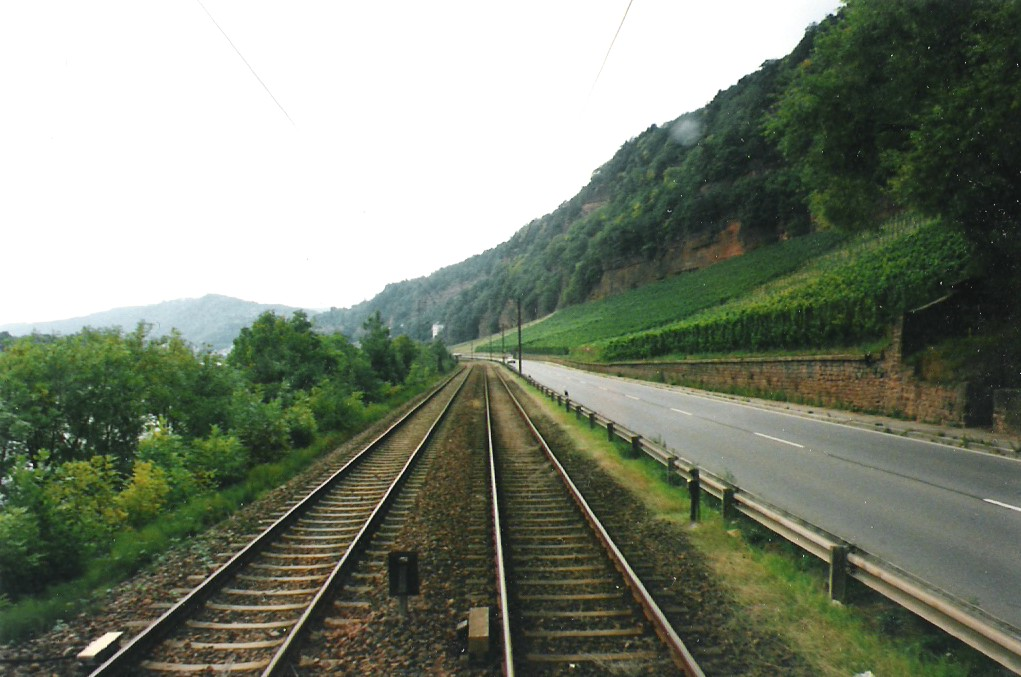
Traject tussen Biewer en Pallien
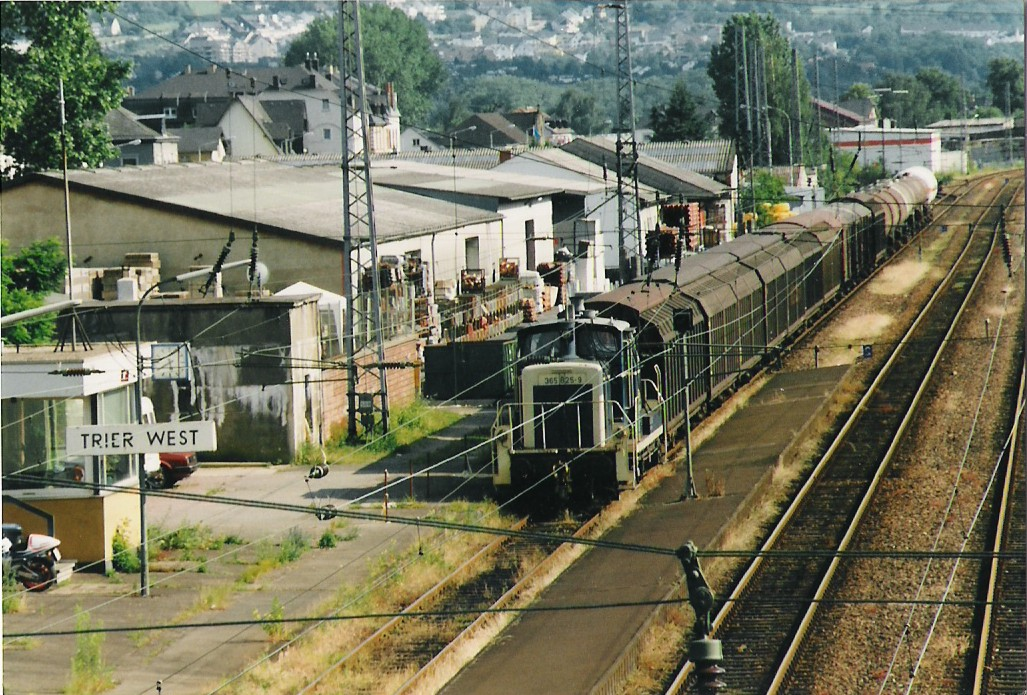
Goederentrein bij Trier West in 1997